# Русалка (опера Дворжака)
«Русалка» (чеш. Rusalka) — девятая по счёту и самая успешная опера чешского композитора Антонина Дворжака. Состоит из трёх действий. Либретто Ярослава Квапила основано на сказках К. Я. Эрбена и Б. Немцовой. Премьера состоялась 31 марта 1901 года в Национальном театре Праги. В СССР поначалу шла (во избежание путаницы с одноимённой оперой Даргомыжского) под названиями «Любовь русалки» и «Большая любовь».
По данным сайта Operabase, «Русалка» — наиболее часто исполняемая опера не только на чешском языке, но и вообще из Восточной Европы (если не брать в расчёт оперы Чайковского). Так, в период с 2008 по 2013 год оперные труппы по всему миру исполняли её гораздо чаще, чем все остальные оперы Дворжака вместе взятые.

## История создания
Ярослав Квапил написал либретто, основанное на волшебных сказках Карела Яромира Эрбена и Божены Немцовой, ещё до знакомства с Дворжаком. История, идущая от традиционных славянских мифов, перекликается со сказкой «Русалочка» Ханса Кристиана Андерсена и «Ундиной» Фридриха де ла Мотт Фуке. 
Окончив либретто в 1899 году, Квапил стал искать композитора. Его знакомые отказали, занятые другими сочинениями, но сообщили, что либретто для новой оперы требуется Дворжаку. Тот согласился писать оперу и сделал это довольно быстро: первые наброски относятся к 22 апреля 1900 года, а к концу ноября она была окончена. Значительная часть работы проходила в поместье селения Высока-у-Пршибрам, где есть несколько уединённых прудов, которые теперь называют Русалкиными.

## Действующие лица
| Партия             | Голос                     | Исполнитель на премьере, 31 марта 1901 (дирижёр Карел Коваржовиц) |
| ------------------ | ------------------------- | ----------------------------------------------------------------- |
| Русалка            | сопрано                   | Ружена Матурова (Růžena Maturová)                                 |
| Принц              | тенор                     | Богумил Птак (Bohumil Pták)                                       |
| Водяной            | бас                       | Вацлав Климент (Václav Kliment)                                   |
| Иноземная княжна   | сопрано или меццо-сопрано | Мария Кубатова (Marie Kubátová)                                   |
| Ежибаба (колдунья) | контральто                | Ружена Выкоукалова-Брадачова (Růžena Vykoukalová-Bradáčová)       |
| Княжна             | контральто                | Марта Красова-Йирак (Marta Krásová-Jirák)                         |
| Первая нимфа       | сопрано                   | Амалия Бобкова (Amalie Bobková)                                   |
| Вторая нимфа       | сопрано                   | Элла Тврдкова (Ella Tvrdková)                                     |
| Третья нимфа       | меццо-сопрано             | Елена Товарницка (Helena Towarnická)                              |
| Лесник             | баритон                   | Адольф Крёссинг (Adolf Krössing)                                  |
| Поварёнок          | сопрано                   | Вилемина Гайкова (Vilemína Hájková)                               |
| Ловчий             | баритон                   | Франтишек Шир (František Šír)                                     |

## Сюжет
На берегу заколдованного озера, среди лесных духов и водных русалок, живет юная Русалка, водный дух, чье сердце охвачено страстной любовью к земному Принцу, часто посещающему озеро. Готовая пожертвовать всем ради этой любви, Русалка обращается к могущественной лесной ведьме — Ежибабе. Та соглашается превратить ее в человека, но ставит жестокие условия: Русалка потеряет дар речи, станет немой, и, если Принц отвергнет ее любовь, она будет проклята — навсегда отвергнута водным миром и обречена стать духом смерти, подобным её родителю — Водяному, несущим гибель любому, кого коснется. Несмотря на мольбы подруг-русалок и предупреждения о последствиях, Русалка принимает страшное заклятье. На рассвете Принц, заблудившись на охоте, встречает прекрасную немую девушку у озера и, плененный ее неземной красотой, уводит ее в свой замок.
В замке начинается подготовка к свадьбе Принца с таинственной немой невестой. Однако Русалка, лишенная голоса, не может выразить свои чувства, и ее отстраненность и тоска отдаляют ее от Принца. В это время в замке появляется обольстительная иноземная княжна, чья земная живость и кокетство все больше привлекают Принца. На пышном свадебном балу он, увлеченный княжной и раздраженный молчанием Русалки, публично отвергает свою невесту, отдавая предпочтение гостье. Разбитая сердцем и преданная, Русалка в отчаянии бежит к озеру. Проклятие Ежибабы сбывается: Русалка низвергается в глубины, теряет связь с водным миром и становится духом смерти, обреченным на вечное одиночество и приносящим гибель.
Спустя время Принц, разочарованный в своей новой жизни с княжной и терзаемый чувством вины, возвращается к озеру, охваченный тоской по потерянной любви. Из темных вод возникает призрачный образ Русалки, чья трагическая красота все еще манит его. Она, все еще любя Принца, но связанная проклятием, безмолвно умоляет его не прикасаться к ней, предупреждая о смертельной опасности. Однако Принц, осознав свою вину и неспособный жить без нее, сознательно выбирает смерть. Он страстно целует Русалку и умирает в ее объятиях. Финал подчеркивает вечную трагедию русалок: она остается духом озера, навсегда одинокой, неспособной обрести покой, несущей смерть и хранящей в сердце неугасимую любовь.

## Состав оркестра
«Русалка» предназначена для стандартного оркестра своей эпохи:
| - Деревянные духовые: - флейта-пикколо, - 2 флейты, - 2 гобоя, - английский рожок, - 2 кларнета, - бас-кларнет, - 2 фагота. | - Медные духовые: - 4 валторны, - 3 трубы, - 3 тромбона, - туба. - Ударные. - Арфа. - Струнные. |

## Ария Русалки
Из музыкальных номеров наибольшей известностью пользуется обращённая к месяцу ария Русалки («Месяц мой, ты светишь с высоты…»), звучащая в начале первого действия. Благодаря мягкой женственности и задушевности эта ария часто исполняется концертно и записывается отдельно от оперы. Особенно любили её исполнять такие примы Метрополитен-оперы, как Зинка Миланова и Рене Флеминг.
| Чешский | Русский |
| --- | --- |
| Měsíčku na nebi hlubokém, světlo tvé daleko vidí, po světě bloudíš širokém, díváš se v příbytky lidí. po světě bloudíš širokém, díváš se v příbytky lidí. Měsíčku, postůj chvíli, řekni mi, řekni, kde je můj milý! Měsíčku, postůj chvíli, řekni mi, řekni, kde je můj milý! Řekni mu, stříbrný měsíčku, mé že jej objímá rámě, aby si alespoň chviličku vzpomenul ve snění na mne. aby si alespoň chviličku vzpomenul ve snění na mne. Zasvěť mu do daleka, Zasvěť mu řekni mu, řekni, kdo tu naň čeká! Zasvěť mu do daleka, Zasvěť mu řekni mu, řekni, kdo tu naň čeká! O mně-li, duše lidská sní, ať se tou vzpomínkou vzbudí; měsíčku, nezhasni, nezhasni! měsíčku, nezhasni! | Месяц мой, ты светишь с высоты, видишь все дали земные, по свету бродишь вольно ты, входишь под кровли людские, по свету бродишь вольно ты, входишь под кровли людские! О, месяц, постой здесь, постой, молви мне, где же милый мой, о, месяц, постой здесь, постой, молви мне, молви, где же мой милый. Ты ему всё открой, мой дружок, как зову в это мгновенье, чтобы он мог хоть мимолётно вспомнить меня в сновиденье, чтобы он хоть мимолётно мог вспомнить меня в сновиденье. И если он далеко, ты свети, молви, ах, молви, что молю прийти, И если он далеко, ты свети, молви, ах, молви, что молю прийти. (Месяц постепенно прячется за облака.) Если видит меня во сне, пусть же он тотчас проснётся. (Месяц исчезает.) Месяц мой, не исчезай, месяц мой, не исчезай! |

## История постановок
Премьера состоялась 31 марта 1901 года в главном театре Праги (дирижёр Карел Коваржовиц, режиссёр Роберт Полак). Затем регулярно возобновлялась на пражской сцене (в 1915, 1921, 1936 годах и т. д.). Из других городов «Русалку» первыми приняли Любляна (1908, 1919, 1940), Вена (1910, на чешском языке), Загреб (1912), Барселона (1924, на чешском языке), Штутгарт (1929). 

За пределами Центральной и Восточной Европы «Русалка» в первой половине XX века была не очень известна, что подпитывало представление о том, что высшие достижения Дворжака отнюдь не связаны с оперой. Например, в Нью-Йорке эта опера до 1993 года вообще не ставилась. Признание и востребованность «Русалки» сильно выросли на рубеже XX и XXI веков, особенно после того, как в «Метрополитен-опере» в заглавной роли стала блистать знаменитая примадонна Рене Флеминг. 

### В СССР и России
- Впервые — в 1954, Театр оперы и балета им. Лысенко, Харьков (пост. Скляренко, реж. Иванов, дирижёр Баленко, художник Овчаренко, хормейстер Коноплева; Князь — Боровой, Русалка — Бурцева, Иноземная княжна — Скляр, Поварёнок — Заховаева, Водяной — Червонюк, Баба-яга — Слепкова, Лесничий — Калюжный).
- В 1955 показана в Москве в постановке пражского Национального театра (дирижёр Зденек Халабала, реж. Грдличка, худ. Свобода, хормейстер Оуржедник; Русалка — Шубртова, Иноземная княжна — Подвалова, Принц — Жидок).
- 1959 — Театр оперы и балета им. Кирова (под названием «Большая любовь»; русский перевод С. Гинзберга, дирижёр Халабала, пост. и реж. Лингарт, худ. Свобода, художник по костюмам Конечна, балетмейстер Юрий Григорович, хормейстер Михайлов; Русалка — Ревина, Принц — Матвей Гаврилкин, Княжна — Римма Баринова, Водяной — Николай Кривуля, Колдунья — Ольга Мшанская).
- 15 июля 2009 — Мариинский театр, Санкт-Петербург.
- 30 октября 2009 — Михайловский театр, Санкт-Петербург.
- 6 марта 2019 — Большой театр, Москва (дирижёр Айнарс Рубикис, пост. и реж. Тимофей Кулябин)